# Хьелльсунн
Хьелльсунн (норв. Tjeldsund) — коммуна в фюльке Тромс в Норвегии. До 1 января 2020 входила в регион Офотен фюльке Нурланн. Административный центр коммуны — деревня Эвенскьер (ранее центром был Хуль). Хьелльсунн появилась 1 января 1909 года, когда её отделили от коммуны Лёдинген. 1 января 2020 года к ней присоединили коммуну Сконланн из Тромса, объединённая коммуна вошла в новый фюльке Тромс-ог-Финнмарк, а через 4 года осталась во вновь отделённом Тромсе.
В коммуне находятся деревни Фьелльдал и Рамсунн. Норвежский учебный и тренировочный центр пожарных Norges Brannskole расположен на территории Хьелльсунна. Штаб Marinejegerkommandoen (норвежские морские рейнджеры) базируется в Рамсунне.

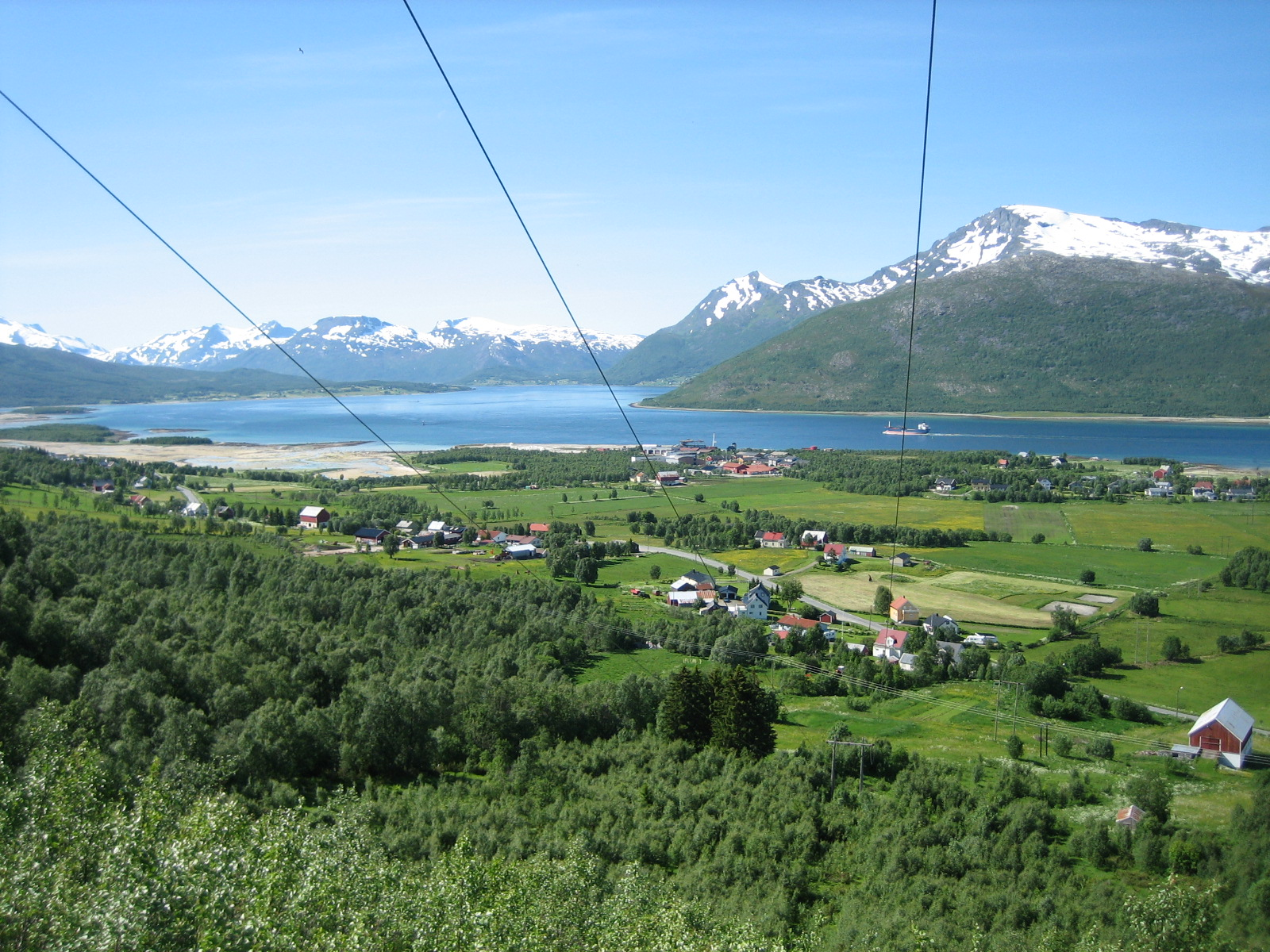
Фьелльдал летом

## Общая информация

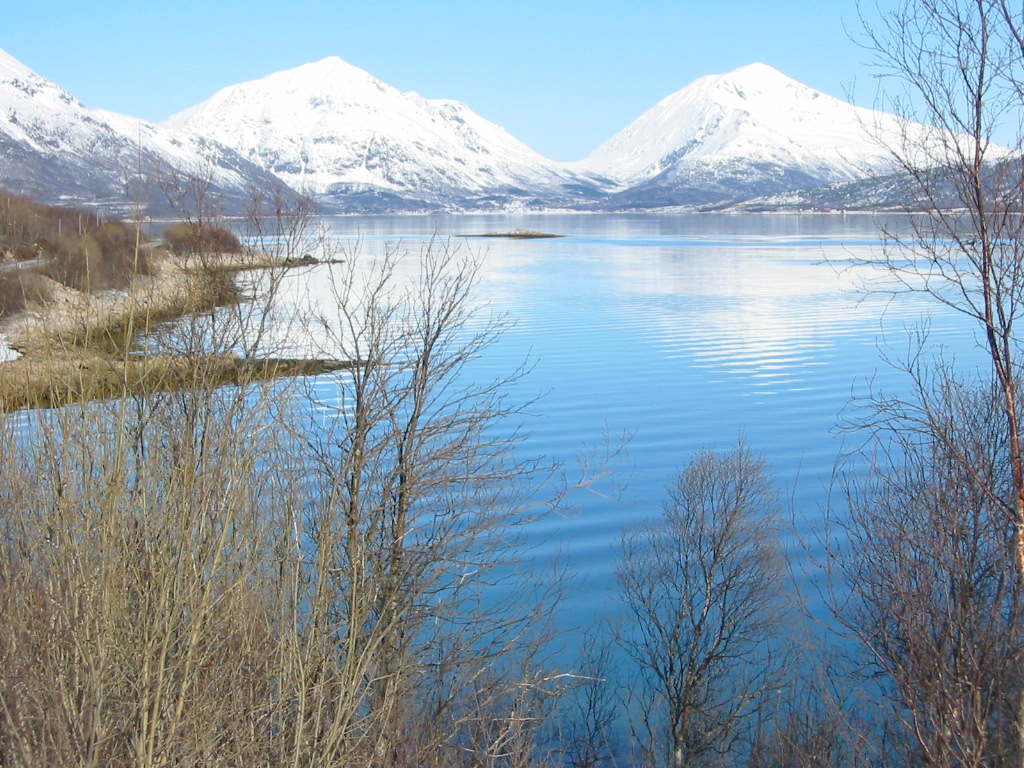
Вид на север на пролив Хьелльсунн и горы, расположенные в юго-восточной части острова Хиннёя

### Название
Коммуна названа в честь пролива Хьелльсуннет (норв. Tjeldsundet) расположенного между островами Хьеллёйа и Хиннёйа. Первая часть названия — старонорвежское название острова Хьеллёйа (Tjöld или Tjalda), окончание – слово sund, означающее пролив или узкий пролив. Название острова, вероятно, происходит от слова tjald, которое означает навес (палатка), или слова tjaldr, означающего кулик-сорока.

### Герб
У коммуны современный герб. Он был принят в 1990 году. На гербе изображен Крест Антония, имеющий форму буквы Т (первая буква норвежского названия коммуны).